# Фруміна Ганна Єфремівна
Га́нна Єфре́мівна Фру́міна (1886, Борисоглєбськ — 1959, Київ) — український радянський дитячий ортопед-травматолог, доктор медичних наук (з 1950 року), професор (з 1950 року).

## Біографія
Народилася у 1886 році в місті Борисоглєбську (тепер Воронезької області Росії). У 1911 році закінчила медичний факультет Страсбурзького університету, у 1915 році — Петербурзький жіночий медичний інститут .
У 1919 році разом з чоловіком І. О. Фруміним працювала в Будинку покаліченої дитини, на базі якого в 1924 році був створений Всеукраїнський державний дитячий ортопедичний інститут (з 1931 року — Український інститут ортопедії та травматології), де до кінця життя завідувала кістково-туберкульозним відділенням і ортопедо-травматологічною клінікою для дітей і підлітків. Одночасно з 1923 року працювала на кафедрі ортопедії і травматології Київського інституту удосконалення лікарів (з 1936 року — доцент, з 1937 по 1941 рік — завідувач кафедрою ортопедії і травматології). Під час німецько-радянської війни — хірург-травматолог в госпіталях.

Могила Ганни Фруміної

Померла в Києві у 1959 році. Похована на Байковому кладовищі (ділянка № 8а).

## Наукова діяльність
Наукові праці прсвячені проблемам вад розвитку опорно-рухового апарату, кістково-суглобового туберкульозу, в тому числі двостороннього кокситу, навколосуглобових кісткових запалень.
Розробила ряд методик стабілізації стопи при поліомієліті, транспозиції м'язів при млявих паралічах; внесла значний внесок у розробку консервативного та оперативного лікування вродженої клишоногості, кривошиї. Вперше в СРСР стала успішно застосовувати відкрите вправлення при вродженому вивиху стегна.